# Nowa Nagroda Literacka
Nowa Nagroda Literacka (ang. The New Prize in Literature) – nagroda przyznawana jednorazowo w 2018 r. przez Nową Akademię, instytucję założoną w tym samym roku w związku z kryzysem w Akademii Szwedzkiej, w wyniku którego zrezygnowano z przyznawania Nagrody Nobla w dziedzinie literatury.
W maju 2018 r. ogłoszono, iż w tym roku nie przewidziano przyznawania Nagród Nobla w dziedzinie literatury z powodu oskarżeń o molestowanie seksualne kierowanych pod adresem Jean-Claude Arnaulta, męża członkini kapituły, Katariny Frostenson. Jego aresztowanie w czerwcu spowodowało skandal, który wywołał debatę nt. patriarchalnego charakteru kapituły, a następnie spory pomiędzy członkami tego gremium. Te wydarzenia doprowadziły do serii rezygnacji w kapitule, w wyniku czego nastąpił brak kworum.
Nowa Akademia została założona w 2018 r. W skład Nowej Akademii weszli przedstawiciele szwedzkiej kultury, łącznie ponad 100 osób. Stworzenie nowej, jednorazowej nagrody miało na celu wypełnienie luki w związku z nieprzyznawaniem literackiej Nagrody Nobla w 2018 roku, dlatego zdecydowano o przyznawaniu jej w terminie, w którym zwyczajowo ogłaszano laureatów tej pierwszej nagrody. Nagroda miała być przeznaczona dla najbardziej wyróżniających się dzieł napisanych w duchu idealistycznym i opowiadających historie uniwersalne dla całego świata.
Jako osoby mające prawo nominować kandydatów do nagrody wskazano bibliotekarzy ze Szwecji, którzy do 8 lipca 2018 r. otrzymali prawo zgłaszać osoby spośród autorów przynajmniej dwóch książek, z których jedna została wydana w ciągu ostatnich dziesięciu lat. W okresie od 9 do 31 lipca zaplanowano głosowanie publiczne, które ma wyłonić czterech finalistów. Wybór laureata nagrody zaplanowano powierzyć jury złożonemu z pisarzy, dziennikarzy i artystów pod przewodnictwem redaktorki i wydawczyni Ann Pålsson.
Ogłoszenie laureata zaplanowano na październik, a ceremonię wręczenia nagrody na 10 grudnia, po czym następnego dnia Nowa Akademia ma zostać rozwiązana.
W momencie powstania Nowej Akademii powszechnie panowało przekonanie, iż w 2019 r. Akademia Szwedzka miała zamiar ogłosić dwóch laureatów nagrody.
Laureatką nagrody została Maryse Condé.